# علوم خاص
علوم خاص (به انگلیسی: Special sciences)، علومی به‌جز فیزیک بنیادی هستند. در این دیدگاه، شیمی، زیست‌شناسی و علوم اعصاب - در واقع، همه علوم به جز فیزیک بنیادی - علوم خاص هستند. جایگاه علوم خاص و رابطه آنها با فیزیک در فلسفه علم تاکنون حل نشده است. به عنوان مثال، جری فودور برای خودمختاری قوی استدلال کرده و به این نتیجه رسیده است که علوم خاص حتی اصولاً قابل تقلیل به فیزیک نیستند. به این ترتیب فودور اغلب به دلیل کمک به تغییر جزر و مد علیه فیزیکالیسم تقلیل‌گرایانه شناخته شده است.